# Campionato mineiro 2017
Il campionato mineiro 2017 – Módulo I (ufficialmente Campeonato Mineiro Sicoob 2017 – Módulo I per ragioni di sponsorizzazione) è stata la 103ª edizione del campionato mineiro, disputata fra il 28 gennaio e il 7 maggio 2017 e conclusa con la vittoria dell'Atlético Mineiro.
Capocannoniere del torneo è stato Fred con 10 reti.

## Stagione

### Novità
Al termine della stagione 2016 sono retrocesse in Módulo II Guarani e Boa Esporte. Dalla seconda divisione, invece, sono salite Democrata-GV e América de T. Otoni.

### Formato
Le dodici squadre si affrontano dapprima in una prima fase, consistente in un girone da dodici squadre di sola andata. Le prime quattro classificate accederanno alla seconda fase, ad eliminazione diretta, che decreterà la vincitrice del campionato. Le ultime due classificate, retrocedono nel Módulo II.
La prime tre classificate, potranno partecipare alla Série D 2018. I primi tre posti garantiscono anche un posto nella Coppa del Brasile.
Il titolo di Campeao do Interior verrà assegnato al club meglio piazzato nel corso della competizione ad esclusione dei tre club di Belo Horizonte, ovvero América-MG, Atlético Mineiro e Cruzeiro. Nel caso in cui due club dovessero raggiungere lo stesso risultato, vi sarà uno spareggio per decretare il vincitore.

## Squadre partecipanti
| Club                | Città                | Stadio                                    | Stagione precedente    |
| ------------------- | -------------------- | ----------------------------------------- | ---------------------- |
| América-MG          | Belo Horizonte       | Stadio Raimundo Sampaio                   | 1º posto               |
| América de T. Otoni | Teófilo Otoni        | Stadio Nassri Mattar                      | 2º posto nel Módulo II |
| Atlético Mineiro    | Belo Horizonte       | Stadio Mineirão                           | 2º posto               |
| Caldense            | Poços de Caldas      | Stadio Doutor Ronaldo Junqueira           | 5º posto               |
| Cruzeiro            | Belo Horizonte       | Stadio Mineirão                           | 3º posto               |
| Democrata-GV        | Governador Valadares | Stadio José Mammoud Abbas                 | 1º posto nel Módulo II |
| Tombense            | Tombos               | Stadio Antônio Guimarães de Almeida       | 8º posto               |
| Tricordiano         | Três Corações        | Stadio Elias Arbex                        | 7º posto               |
| Tupi                | Juiz de Fora         | Stadio Municipal Radialista Mario Helênio | 9º posto               |
| Uberlândia          | Uberlândia           | Stadio Municipal Parque do Sabiá          | 10º posto              |
| URT                 | Patos de Minas       | Stadio Zama Maciel                        | 4º posto               |
| Villa Nova          | Nova Lima            | Stadio Castor Cifuentes                   | 6º posto               |

## Prima fase

### Classifica finale
| Pos. | Squadra             | Pt | G  | V | N | P | GF | GS | DR  |
| ---- | ------------------- | -- | -- | - | - | - | -- | -- | --- |
| 1    | Atlético Mineiro    | 27 | 11 | 9 | 0 | 2 | 26 | 9  | +17 |
| 2    | Cruzeiro            | 27 | 11 | 8 | 3 | 0 | 20 | 8  | +12 |
| 3    | Atlético Mineiro    | 19 | 11 | 5 | 4 | 2 | 15 | 9  | +6  |
| 4    | URT                 | 19 | 11 | 5 | 4 | 2 | 14 | 11 | -3  |
| 5    | Caldense            | 17 | 11 | 5 | 2 | 4 | 13 | 14 | -1  |
| 6    | Uberlândia          | 14 | 11 | 4 | 2 | 5 | 12 | 12 | 0   |
| 7    | Tombense            | 14 | 11 | 4 | 2 | 5 | 9  | 12 | -3  |
| 8    | Tupi                | 13 | 11 | 3 | 4 | 4 | 8  | 14 | -6  |
| 9    | Villa Nova          | 11 | 11 | 3 | 2 | 6 | 12 | 12 | 0   |
| 10   | Democrata-GV        | 10 | 11 | 3 | 1 | 7 | 8  | 17 | -9  |
| 11   | América de T. Otoni | 6  | 11 | 1 | 3 | 7 | 6  | 15 | -9  |
| 12   | Tricordiano         | 5  | 11 | 0 | 5 | 6 | 5  | 15 | -10 |

Legenda:
     Ammessa alla seconda fase.
     Retrocessa nel Módulo II 2018
Regolamento:
Tre punti a vittoria, uno a pareggio, zero a sconfitta.

### Tabellone
Ogni riga indica i risultati casalinghi della squadra segnata a inizio della riga, contro le squadre segnate colonna per colonna (che invece avranno giocato l'incontro in trasferta). Al contrario, leggendo la colonna di una squadra si avranno i risultati ottenuti dalla stessa in trasferta, contro le squadre segnate in ogni riga, che invece avranno giocato l'incontro in casa.
|                  | AMM    | ATO    | ATM    | CAL    | CRU    | DGV    | TOM    | TRI    | TUP    | UEC    | URT    | VIL    |
| ---------------- | ------ | ------ | ------ | ------ | ------ | ------ | ------ | ------ | ------ | ------ | ------ | ------ |
| América Mineiro  | ––––\| |        |        |        | 0-1    |        | 2-0    | 3-0    |        | 1-0    | 0-0    | 1-1    |
| América T. Otoni | 0-2    | ––––\| |        | 1-1    | 0-1    |        |        | 4-1    | 0-0    |        |        |        |
| Atlético Mineiro | 4-1    | 1-0    | ––––\| |        |        |        |        |        | 4-0    | 3-0    | 2-0    | 2-1    |
| Caldense         | 2-2    |        | 2-1    | ––––\| |        | 1-3    |        |        | 2-1    |        |        | 1-0    |
| Cruzeiro         |        |        | 2-1    | 2-1    | ––––\| | 2-0    | 1-1    | 2-1    |        |        |        |        |
| Democrata (GV)   | 0-2    | 1-0    | 2-3    |        |        | ––––\| |        | 0-0    |        |        |        | 1-0    |
| Tombense         |        | 2-0    | 0-3    | 1-2    |        | 2-0    | ––––\| | 0-0    |        |        | 1-2    |        |
| Tricordiano      |        |        | 1-2    | 0-1    |        |        |        | ––––\| | 0-0    | 0-1    | 1-1    |        |
| Tupi             | 1-1    |        |        |        | 0-4    | 1-0    | 0-1    |        | ––––\| |        | 2-0    |        |
| Uberlândia       |        | 3-0    |        | 2-0    | 2-2    | 2-0    | 0-1    |        | 1-1    | ––––\| |        |        |
| URT              |        | 1-1    |        | 1-0    | 1-1    | 4-1    |        |        |        | 2-1    | ––––\| | 2-1    |
| Villa Nova       |        | 2-0    |        |        | 1-2    |        | 2-0    | 1-1    | 1-2    | 2-0    |        | ––––\| |

Legenda:
     Vittoria della squadra in casa.
     Vittoria della squadra in trasferta.
     Pareggio.
Note:
In grassetto i clássicos.

## Seconda fase

### Tabellone
|  | Semifinali | Semifinali       | Semifinali | Semifinali | Semifinali |  |  | Finale | Finale           | Finale | Finale | Finale |  |
|  |            |                  |            |            |            |  |  |        |                  |        |        |        |  |
|  | 1          | Atlético Mineiro | 1          | 3          | 4          |  |  |        |                  |        |        |        |  |
|  | 4          | URT              | 1          | 0          | 1          |  |  | 1      | Atlético Mineiro | 0      | 2      | 2      |  |
|  | 2          | Cruzeiro         | 1          | 2          | 3          |  |  | 2      | Cruzeiro         | 0      | 1      | 1      |  |
|  | 3          | América-MG       | 1          | 0          | 1          |  |  |        |                  |        |        |        |  |

### Semifinali
| Squadra 1        | Totale | Squadra 2  | Andata | Ritorno |
| ---------------- | ------ | ---------- | ------ | ------- |
| Atlético Mineiro | 4 - 1  | URT        | 1 - 1  | 3 - 0   |
| Cruzeiro         | 3 - 1  | América-MG | 1 - 1  | 2 - 0   |

#### Risultati

##### Andata
| Arbitro: | Jefferson Antonio da Costa |

|             |           |                  |
| Marques 50’ | Marcatori | 21’ Rafael Moura |

| Arbitro: | Igor Júnio Benevenuto |

|             |           |                  |
| Messias 61’ | Marcatori | 67’ Thiago Neves |

##### Ritorno
| Arbitro: | Igor Júnio Benevenuto |

|                                               |           |  |
| Rafael Moura 36’ Robinho 57’ (rig.) Otero 90’ | Marcatori |  |

| Arbitro: | Emerson de Almeida Ferreira |

|                          |           |  |
| De Arrascaeta 21’, 90+1’ | Marcatori |  |

### Finale
| Squadra 1        | Totale | Squadra 2 | Andata | Ritorno |
| ---------------- | ------ | --------- | ------ | ------- |
| Atlético Mineiro | 2 - 1  | Cruzeiro  | 0 - 0  | 2 - 1   |

#### Andata
| Belo Horizonte 30 aprile 2017, ore 16:00 UTC-3 ritorno → | Cruzeiro                         | 0 – 0 referto | Atlético Mineiro | Stadio Mineirão\| Arbitro: \| Dewson Fernando Freitas da Silva \| |
| Arbitro:                                                 | Dewson Fernando Freitas da Silva |               |                  |                                                                   |

| Cruzeiro | Atlético Mineiro |

##### Formazioni
| Cruzeiro (4-2-3-1) |    |                        |  |     |
|                    |    |                        |  |     |
| P                  | 12 | Rafael                 |  |     |
| D                  | 22 | Mayke                  |  |     |
| D                  | 3  | Léo                    |  |     |
| D                  | 4  | Kunty Caicedo          |  |     |
| D                  | 6  | Diogo Barbosa          |  |     |
| C                  | 8  | Henrique               |  |     |
| C                  | 25 | Húdson                 |  |     |
| C                  | 70 | Rafinha                |  | 76’ |
| C                  | 30 | Thiago Neves           |  | 63’ |
| C                  | 10 | Giorgian De Arrascaeta |  | 86’ |
| A                  | 7  | Rafael Sóbis           |  |     |
| Sostituzioni:      |    |                        |  |     |
| P                  | 1  | Fábio                  |  |     |
| P                  | 37 | Lucas França           |  |     |
| D                  | 17 | Bryan                  |  |     |
| D                  | 21 | John Lennon            |  |     |
| D                  | 26 | Dedé                   |  |     |
| D                  | 33 | Fabrício               |  |     |
| C                  | 11 | Alisson Castro         |  | 76’ |
| C                  | 16 | Lucas Silva            |  |     |
| C                  | 23 | Élber                  |  | 86’ |
| C                  | 29 | Lucas Romero           |  |     |
| A                  | 9  | Ramón Ábila            |  | 63’ |
| A                  | 36 | Raniel                 |  |     |
| Allenatore:        |    |                        |  |     |
| Mano Menezes       |    |                        |  |     |

| Atlético Mineiro (4-4-2) |    |                 |     |     |
|                          |    |                 |     |     |
| P                        | 1  | Victor          |     |     |
| D                        | 2  | Marcos Rocha    |     |     |
| D                        | 3  | Leonardo Silva  |     |     |
| D                        | 30 | Gabriel Costa   | 90’ |     |
| D                        | 6  | Fábio Santos    |     |     |
| C                        | 92 | Marlone         |     | 63’ |
| C                        | 5  | Rafael Carioca  |     |     |
| C                        | 8  | Elias           |     |     |
| C                        | 70 | Maicosuel       | 46’ | 73’ |
| A                        | 7  | Robinho         |     | 71’ |
| A                        | 9  | Fred            |     |     |
| Sostituzioni:            |    |                 |     |     |
| P                        | 20 | Giovanni        |     |     |
| P                        | 32 | Uilson          |     |     |
| D                        | 4  | Frickson Erazo  |     |     |
| D                        | 19 | Carlos César    |     |     |
| D                        | 26 | Felipe Santana  |     |     |
| D                        | 31 | Leonan          |     |     |
| C                        | 10 | Juan Cazares    |     | 71’ |
| C                        | 11 | Rómulo Otero    |     | 63’ |
| C                        | 14 | Danilo Barcelos |     |     |
| C                        | 21 | Adílson Warken  |     | 73’ |
| C                        | 22 | Carlos Eduardo  |     |     |
| C                        | 25 | Yago            |     |     |
| Allenatore:              |    |                 |     |     |
| Roger Machado            |    |                 |     |     |

#### Ritorno
| Arbitro: | Igor Júnio Benevenuto |

|                       |           |           |
| Robinho 12’ Elias 69’ | Marcatori | 52’ Ábila |

| Atlético Mineiro | Cruzeiro |

##### Formazioni
| Atlético Mineiro (4-4-2) |    |                 |          |     |
|                          |    |                 |          |     |
| P                        | 1  | Victor          |          |     |
| D                        | 2  | Marcos Rocha    |          |     |
| D                        | 3  | Leonardo Silva  |          |     |
| D                        | 30 | Gabriel Costa   |          |     |
| D                        | 6  | Fábio Santos    |          |     |
| C                        | 21 | Adílson Warken  | 32’, 87’ |     |
| C                        | 5  | Rafael Carioca  | 27’      |     |
| C                        | 8  | Elias           | 72’      | 80’ |
| C                        | 11 | Rómulo Otero    |          | 63’ |
| A                        | 7  | Robinho         |          | 68’ |
| A                        | 9  | Fred            |          |     |
| Sostituzioni:            |    |                 |          |     |
| P                        | 20 | Giovanni        |          |     |
| P                        | 32 | Uilson          |          |     |
| D                        | 4  | Frickson Erazo  |          |     |
| D                        | 19 | Carlos César    |          |     |
| D                        | 26 | Felipe Santana  |          |     |
| D                        | 31 | Leonan          |          |     |
| C                        | 10 | Juan Cazares    |          | 68’ |
| C                        | 14 | Danilo Barcelos | 84’      | 80’ |
| C                        | 25 | Yago            |          |     |
| C                        | 70 | Maicosuel       |          | 63’ |
| C                        | 92 | Marlone         |          |     |
| A                        | 13 | Rafael Moura    |          |     |
| Allenatore:              |    |                 |          |     |
| Roger Machado            |    |                 |          |     |

| Cruzeiro (4-2-3-1) |    |                        |          |     |
|                    |    |                        |          |     |
| P                  | 12 | Rafael                 |          |     |
| D                  | 22 | Mayke                  |          |     |
| D                  | 3  | Léo                    |          |     |
| D                  | 4  | Kunty Caicedo          |          |     |
| D                  | 6  | Diogo Barbosa          |          |     |
| C                  | 8  | Henrique               | 85’      |     |
| C                  | 25 | Húdson                 | 2’       | 45’ |
| C                  | 10 | Giorgian De Arrascaeta |          | 71’ |
| C                  | 30 | Thiago Neves           |          |     |
| C                  | 70 | Rafinha                | 50’, 85’ |     |
| A                  | 7  | Rafael Sóbis           |          | 82’ |
| Sostituzioni:      |    |                        |          |     |
| P                  | 1  | Fábio                  |          |     |
| P                  | 37 | Lucas França           |          |     |
| D                  | 17 | Bryan                  |          |     |
| D                  | 21 | John Lennon            |          |     |
| D                  | 26 | Dedé                   |          |     |
| D                  | 33 | Fabrício               |          |     |
| C                  | 11 | Alisson Castro         |          | 71’ |
| C                  | 16 | Lucas Silva            |          |     |
| C                  | 29 | Lucas Romero           |          |     |
| A                  | 9  | Ramón Ábila            |          | 45’ |
| A                  | 36 | Raniel                 | 90+1’    | 82’ |
| Allenatore:        |    |                        |          |     |
| Mano Menezes       |    |                        |          |     |

## Troféu do Interior
Il Troféu do Interior è stato assegnato all'URT, unico club non di Belo Horizonte ad accedere alle semifinali della seconda fase.

## Statistiche

### Classifica marcatori
| Gol |  |  | Giocatore              | Squadra          |
| --- |  |  | ---------------------- | ---------------- |
| 10  |  |  | Fred                   | América Mineiro  |
| 9   |  |  | Luiz Eduardo           | Caldense         |
| 6   |  |  | Ramón Ábila            | Cruzeiro         |
| 5   |  |  | Rafael Moura           | Atlético Mineiro |
| 5   |  |  | Roni                   | Villa Nova       |
| 4   |  |  | Flávio Caça-Rato       | Tupi             |
| 4   |  |  | Giorgian De Arrascaeta | Cruzeiro         |
| 4   |  |  | Rafael Sóbis           | Cruzeiro         |

### Squadra della stagione
La squadra della stagione è stata selezionata al termine del torneo.
| Ruolo | Naz.                 | Giocatore              | Squadra          |
| ----- | -------------------- | ---------------------- | ---------------- |
| P     | Brasile (bandiera)   | Rafael                 | Cruzeiro         |
| TD    | Brasile (bandiera)   | Marcos Rocha           | Atlético Mineiro |
| D     | Brasile (bandiera)   | Messias                | América-MG       |
| D     | Brasile (bandiera)   | Manoel                 | Cruzeiro         |
| TS    | Brasile (bandiera)   | Diogo Barbosa          | Cruzeiro         |
| C     | Brasile (bandiera)   | Henrique               | Cruzeiro         |
| C     | Brasile (bandiera)   | Gustavo Blanco         | América-MG       |
| C     | Uruguay (bandiera)   | Giorgian De Arrascaeta | Cruzeiro         |
| C     | Venezuela (bandiera) | Rómulo Otero           | Atlético Mineiro |
| A     | Brasile (bandiera)   | Rafael Sóbis           | Cruzeiro         |
| A     | Brasile (bandiera)   | Fred                   | Atlético Mineiro |

Allenatore
 Rodrigo Santana (URT)
Giocatore del torneo
 Fred (Atlético Mineiro)